# Риківка
Риківка (Калинівка, Риковка) — колишнє селище, підпорядковувалося Донецькій міській раді.

## Загальні відомості
1880 року козачий офіцер П. П. Риковський отримав у володіння вугільні копальні — на землях Війська Донського. До 1895 року у володіннях Рикова знаходилися 3 рудники — Григорівський (район сучасної шахти ім. Калініна, шахта № 12), Макар'євський (лівобережна частина проспекту Полеглих Комунарів, шахти № 3, № 4/4-біс), Кальміуський (Ларинський) — біля злиття балки Скоморошина та річки Кальміус.
На початку січня 1891-го стався вибух на шахті № 14, загинуло 55 гірників.
1892-го збудовано лікарню на 40 ліжок. 1894 року створено Бельгійське анонімне товариство Риковських рудників, проіснувало до смерті Риковського, 1895-го на рудниках працювало 232 людей. 1904 року рудники переходять у власність Катеринівського гірничопромислового товариства. 1906-го в Риковці створюється церковний приход, закладається Свято-Миколаївська церква.
18 червня 1908 року на Макар'євському руднику — шахта № 4/4-біс — сталася найбільша шахтна аварія в історії Російської імперії, від вибуху метану і вугільного пилу загинули 271 шахтар.
1913-го на рудниках працювало 3200 людей, вони проживали у 434 житлових будовах. 1914 року відкрита нова шахта № 7-8, 1915-го шахта № 5-6.
Після початку Першої світової війни велику частину козацтва призвано до армії, нестачу робочих рук поповнювали китайцями, звідки в Риківці з'явився топонім «Шанхай», після Лютневої революції вони повертаються додому.
22 квітня 1918-го околиці Юзівки займають німецько-українські війська, вибивши червоноармійців. 20 листопада німецькі та українські сили відходять із цього району, спалахує повстання, придушене козаками Краснова. 3 січня 1919-го ці місця займаються червоною владою.
1926 року внаслідок адміністративної реформи Макар'євські рудники із селищем з населенням 3850 чоловік відходять до міста Сталіно, селище пойменували Калинівка; Григорівський рудник перейшов у відання Макіївки.
1930-го на північній окраїні Риківки збудовано нову лікарню ім. Ворошилова, 1931-го трамвайна лінія сполучає селище із містом Сталіно.
Селище постраждало внаслідок геноциду українського народу, вчиненого урядом СССР у 1932—1933 роках, кількість встановлених жертв в Риківській рудраді — 1120 осіб.
Назва поселення «Калинівка, Калінінка» виникає 1937-го після розстрілу Рикова (який, щоправда, до назви поселення не має відношення) та утворення Калінінського міського району.
1939 року Макар'євські копі затопили ґрунтові води, що прорвалися, число жертв засекретили, видобуток відновлювати не стали.
21 жовтня 1941-го радянські війська 383-ї дивізії покидають місто Сталіно. 1941 року у стовбур закритої — після аварії 1920-го шахти № 4/4-біс — нацистські окупанти скидали тіла страчених жителів Донецька, це відбувалося в жовтня 1941-го — вересні 1943-го років. В братській могилі знаходяться останки від 75 до 102 тисяч людей.
7 вересня 1943-го нацисти вибиті із Риківки 301-ю стрілецькою дивізією.
Станом на 2010-ті роки — місцевість в Калінінському районі Донецька.